# Ezek megőrültek!
Az Ezek megőrültek! magyar televíziós show-műsor. A műsorban híres emberek minden héten hármas csapatokban versenyeznek. Műsorvezetők: Rákóczi Ferenc, Majka, valamint Fekete Pákó. A műsor 2010. október 18-tól 2011. február 18-ig ment, négy évad készült belőle. 2012. július 2-től a TV2 ismétlésként leadja a műsor részeit a szünetelő Jóban Rosszban helyett, később a FEM3, a Super TV2 a PRO4 és a TV2 Comedy ismétli. 2015. augusztus 31-én új részekkel és szereplőkkel újra képernyőre került a műsor. A műsorvezetők Majka és Till Attila. 2016. augusztus 29-én új részekkel ismét képernyőre került a műsor Kasza Tibor és Cooky műsorvezetésével.

## A show menete
Minden selejtező héten 2, három-három híres emberekből álló csapat elkezd versenyezni. Különböző eszement játékokat játszanak, és így szereznek pontokat. A legtöbb pontot gyűjtő csapat a szuper-döntő héten már az úgynevezett legőrültebb celebcsapat címért versenyzik a másik selejtezőnyertes csapattal.

## Évadok
| Évad          | Kezdet              | Finálé             | Adások | Győztes csapat | Műsorvezetők                     | Adó |
| ------------- | ------------------- | ------------------ | ------ | -------------- | -------------------------------- | --- |
| Első évad     | 2010. október 18.   | 2010. november 26. | 30     | Sárga majmok   | Majka Rákóczi Ferenc             |     |
| Második évad  | 2011. január 3.     | 2011. február 18.  | 35     | Zöld pandák    | Majka Rákóczi Ferenc Fekete Pákó |     |
| Harmadik évad | 2015. augusztus 31. | 2015. október 9.   | 30     | Kék szúnyogok  | Majka Till Attila                |     |
| Negyedik évad | 2016. augusztus 29. | 2016. október 14.  | 35     | Neon Pávák     | Kasza Tibor Cooky                |     |

## Csapatok
| Évad | Csapat              | Csapattagok                                                                 |
| ---- | ------------------- | --------------------------------------------------------------------------- |
| 1.   | Rózsaszín elefántok | Karda Beáta, Fekete Pákó, Leó                                               |
| 1.   | Zöld malacok        | Bárdosi Sándor, Szabó Zsófia, Benkő Dániel                                  |
| 1.   | Kék szamarak        | Molnár Imre, Bódi Sylvi, Steiner Kristóf                                    |
| 1.   | Sárga majmok        | Sági Szilárd, Dér Heni, Zámbó Árpy                                          |
| 1.   | Vörös csigák        | Ganxsta Zolee, Kiszel Tünde, Varga György "Győző"                           |
| 1.   | Ezüst lajhárok      | L.L. Junior, Szorcsik Viktória, Zsidró Tamás                                |
| 1.   | Lila libák          | Hornyák Hajnalka "Dundika", Tóth Gabi, Némethy Marcsi                       |
| 1.   | Narancs bőregerek   | Villányi Andi, Nkuya Sonia, Szögeczki Ági                                   |
| 2.   | Lila bálnák         | Szőke András, Szklenár Gabi, Erdei Sándor                                   |
| 2.   | Pöttyös fókák       | Maria Geronazzo, Qka MC, Ricsipí                                            |
| 2.   | Rózsaszín gorillák  | Csocsesz, Bódi Csaba, Josh                                                  |
| 2.   | Sárga békák         | Kozso, Nagy Tamás, Tóth Szabolcs                                            |
| 2.   | Vörös gyíkok        | Beleznay Endre, Cicciolina, Magyar Attila                                   |
| 2.   | Kék mókusok         | Elvis, Mészáros Dóra, Zana József, aki lesérült, és helyére Majka került    |
| 2.   | Zöld pandák         | Sipos Tamás, Papp Ferenc, Kabai László, Edző: Molnár Imre                   |
| 2.   | Narancs kukacok     | Sipos Péter, Uszkó László, Csarnoki "Atom" Anti, Edző: Varga György "Győző" |
| 3.   | Sárga malacok       | Gáspár Győző, Bárdosi Sándor, Baukó Éva                                     |
| 3.   | Kék szúnyogok       | Varga Viktor, Aleska, Zámbó Árpy                                            |
| 3.   | Zöld majmok         | Sipos Tamás, Bíró Ica, Éden Loki                                            |
| 3.   | Rózsaszín szamarak  | Cinthya Dictator, L. L. Junior, Növényi Norbert                             |
| 3.   | Lila kukacok        | Kökény Attila, Hevesi Kriszta, Palmer Izsák                                 |
| 3.   | Pöttyös elefántok   | Gáspár Zsolti, Dér Heni, Cooky                                              |
| 3.   | Piros gyíkok        | Szentgyörgyi Rómeó, Szögeczki Ági, Zámbó Krisztián                          |
| 3.   | Csíkos bálnák       | Kabai László, Gáspár Evelin, Pumped Gabo                                    |
| 4.   | Neon pávák          | Fésűs Nelly, Berki Krisztián, Tápai Szabina                                 |
| 4.   | Hupikék hódok       | Peter Šrámek, Hódi Pamela, Curtis                                           |
| 4.   | Arany homárok       | Apáti Bence, Bárdosi Ildikó, Király L. Norbi                                |
| 4.   | Rozé kacsák         | Mészáros Árpád Zsolt, Voksán Virág, Jabin Peti                              |
| 4.   | Acél tacskók        | Baukó Éva, Nagy Alekosz, Kelemen Anna                                       |
| 4.   | Szivárvány pónik    | Steiner Kristóf, Kardos Csilla, Rippel Ferenc                               |
| 4.   | Pink pitbullok      | Szögeczki Ági, Rácz Béci "Young G", Villányi Andi                           |
| 4.   | Khaki kecskék       | Katus Attila, Hargitai Bea, Pápai Joci                                      |

## A legőrültebb celebcsapatok
| Évad          | 1.           | 1.           | 2.                | 2.          | 3.            | 3.           | 4.         | 4.            |
| ------------- | ------------ | ------------ | ----------------- | ----------- | ------------- | ------------ | ---------- | ------------- |
| Győztes       | Sárga majmok | Vörös csigák | (Neon)Sárga békák | Zöld pandák | Kék szúnyogok | Piros gyíkok | Neon pávák | Khaki kecskék |
| végső győztes | Sárga majmok |              |                   | Zöld pandák | Kék szúnyogok |              | Neon pávák |               |

## A legeslegőrültebb celebcsapat
A szuper-extra-döntő héten a négy legőrültebb celebcsapat az alábbiak szerint küzdöttek a legeslegőrültebb celebcsapat címért.
|           | hétfő, kedd  | szerda, csütörtök | péntek            |
| --------- | ------------ | ----------------- | ----------------- |
| 1. csapat | Sárga majmok | Vörös csigák      | Zöld pandák       |
| 2. csapat | Zöld pandák  | (Neon)Sárga békák | (Neon)Sárga békák |
| győztes   | Zöld pandák  | (Neon)Sárga békák | Zöld pandák       |

A végső nyertes: Zöld pandák

## A 3. évad legőrültebb celebcsapata
A végső nyertes: Kék szúnyogok

## A 4. évad legőrültebb celebcsapata
A végső nyertes: Neon pávák

## Fődíj
- A legeslegőrültebb celebcsapat egy hetet tölthetett el a török Riviérán, és kapott egy jégszobrot.
- Minden legőrültebb celebcsapat egy aranyra festett kakaós csigát nyert.

## A műsor díjai
- 2011 – Story Ötcsillag-díj - Az év leg-leg-legje kategória

## Külső hivatkozások
- TV2.hu - Ezek megőrültek